# Lupe Gigliotti
Lupe Gigliotti (Maranguape, 1 de julio de 1926-Río de Janeiro, 19 de diciembre de 2010) fue una actriz brasileña de cine, televisión y teatro.
Gigliotti nació como Maria Paula Viana Lupicina en Maranguape, Ceará, Brasil, el 1 de julio de 1926. Era hermana del actor y humorista brasileño Chico Anysio y tía del también actor Marcos Palmeira. Empezó a actuar de manera profesional en la década de 1960, apareciendo en once películas a lo largo de su carrera.
Gigliotti logró el reconocimiento en su país interpretando a Dona Escolástica en la comedia televisiva Escolinha do Professor Raimundo. También apareció en la película estadounidense de 1984 Blame It on Rio, interpretando a la señora Botega. Su última aparición en televisión ocurrió en la telenovela de Red Globo Cama de Gato, en el papel de Áurea, a comienzos del año 2010.
Lupe Gigliotti falleció en su casa en Copacabana, Río de Janeiro, el 19 de diciembre de 2010, a los 84 años de edad, a causa de un cáncer de pulmón que venía padeciendo.